# Jochen Grupe
Jochen „Jogi“ Grupe (* 27. Juli 1963 in Heddesheim) ist ein ehemaliger deutscher Handballspieler und Handballtrainer.
Jochen Grupe begann in seiner Jugend zunächst in Heddesheim, dann in Leutershausen an der Bergstraße bei der SG Leutershausen mit dem Handballspielen, für die er später auch in der 2. Bundesliga auflief. 1985 wechselte er zum Erstligisten MTSV Schwabing, mit dem er in der Saison 1985/86 Vizemeister wurde und den DHB-Pokal 1986 gewann. 1988 kehrte er zurück zur SG Leutershausen, stieg in die erste Liga auf und wurde 1992 Vizemeister. In der Saison 1996/97 spielte er für den Regionalligisten TSV Brinkenau. 1999 beendete Grube seine Karriere wegen einer Knieverletzung bei der SG Leutershausen.
Für die deutsche Männer-Handballnationalmannschaft bestritt er 13 Länderspiele.
Jochen Grupe ist Linkshänder und hat vornehmlich auf der Rechtsaußen Position im Angriff und auf der Halbrechten Position in der Abwehr gespielt.
In der Saison 2000/01 war er Co-Trainer bei der SG Leutershausen unter Peter Pysall. Später betreute er vier Jahre als Co-Trainer Jugendmannschaften der Rhein-Neckar Löwen. Seit der Saison 2022/23 trainiert er den Oberligisten TSV Birkenau.
Er ist verheiratet und hat zwei Söhne. Mats (* 2003) spielt bei den Eulen Ludwigshafen und Magnus (* 2004) bei den Rhein-Neckar Löwen.